# گونار کولد
گونار کولد (انگلیسی: Gunnar Sköld؛ ۲۴ سپتامبر ۱۸۹۴ – ۲۴ ژوئن ۱۹۷۱) دوچرخه‌سوار اهل سوئد بود.
وی در مسابقات کشوری و بین‌المللی در مجموع برندهٔ ۱ مدال طلا، ۱ مدال برنز شده‌است.